# Foz de Arouce e Casal de Ermio
Foz de Arouce e Casal de Ermio est une paroisse civile portugaise (en portugais : freguesia) de la municipalité de Lousã dans le district et la région de Coimbra. Elle est créée en 2013, par fusion des paroisses de Foz de Arouce et Casal de Ermio.

## Géographie
Située au nord-ouest de Lousã, Foz de Arouce e Casal de Ermio est limitrophe de la municipalité de Vila Nova de Poiares au nord et Miranda do Corvo à l'ouest
La paroisse se trouve à la confluence des rivières Ceira et Arouce, affluent et sous-affluent du Mondego.

## Histoire
La paroisse est créée par la loi no 11-A/2013 du 28 janvier 2013 portant réorganisation administrative du territoire des freguesias, en fusionnant les paroisses de Foz de Arouce et Casal de Ermio. Son nom officiel est União das Freguesias de Foz de Arouce e Casal de Ermio et son siège est fixé à Foz de Arouce.

## Démographie
Lors du recensement de 2021, Foz de Arouce e Casal de Ermio compte 1 263 habitants.